# Vogelsberg

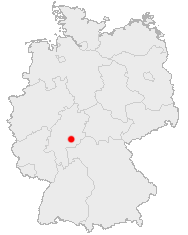
Posición del monte Vogelsberg en Alemania.

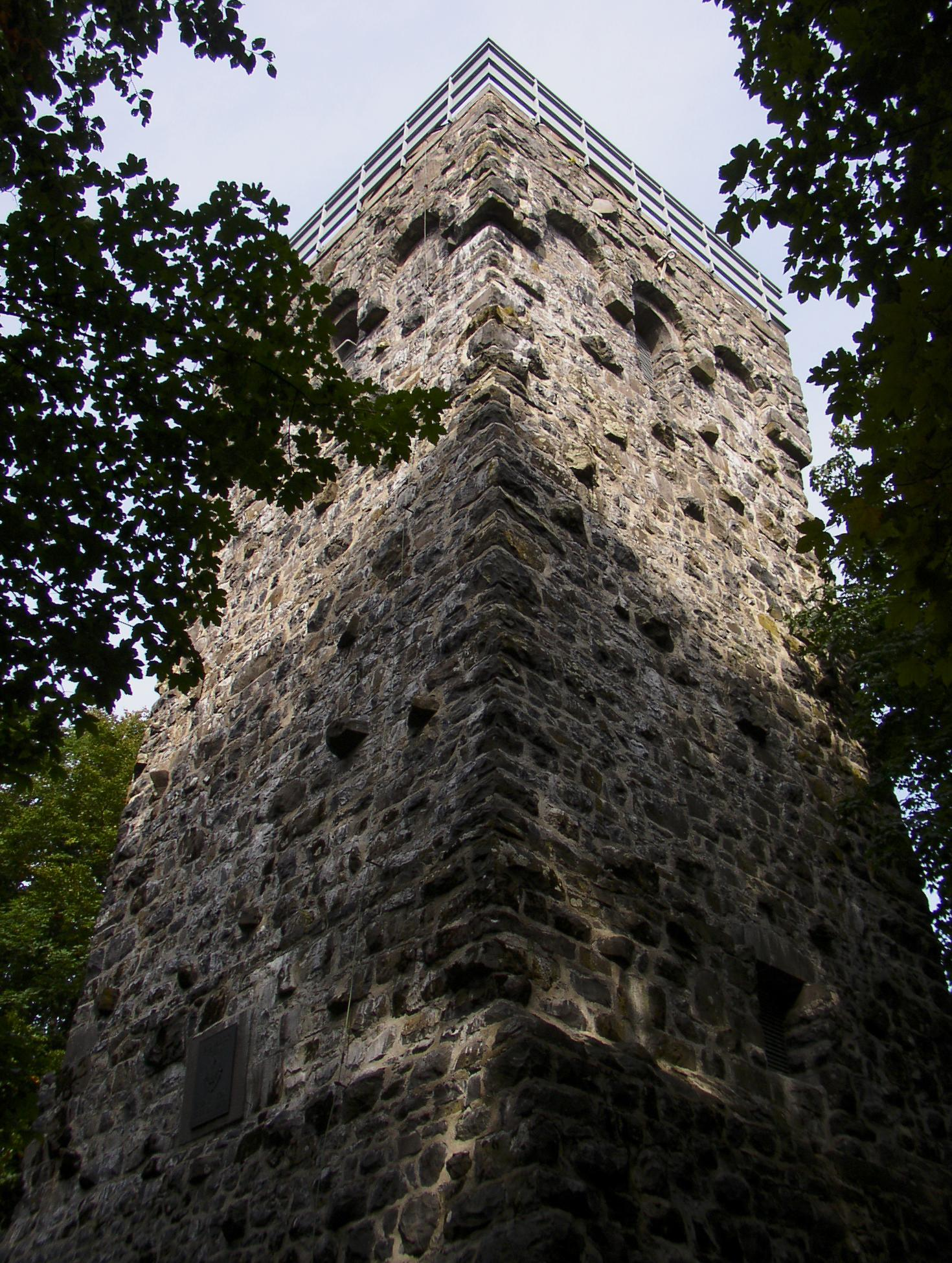
Torre Bismarck, Taufstein.

El Vogelsberg (al. monte del ave) es un monte ubicado en el medio del estado federal alemán de Hesse, tiene un pasado remoto de hace millones de años en el que fue un volcán.

## Ubicación
Se encuentra a 60 km al nordeste de la ciudad de Fráncfort del Meno entre Alsfeld, Fulda, Büdingen y Nidda. Al norte se cierra con el Knüll, al este tiene frontera con el Rhön, al sudeste con la montaña Spessart y al sudeste con el Wetterau.

## Geografía

### Montañas

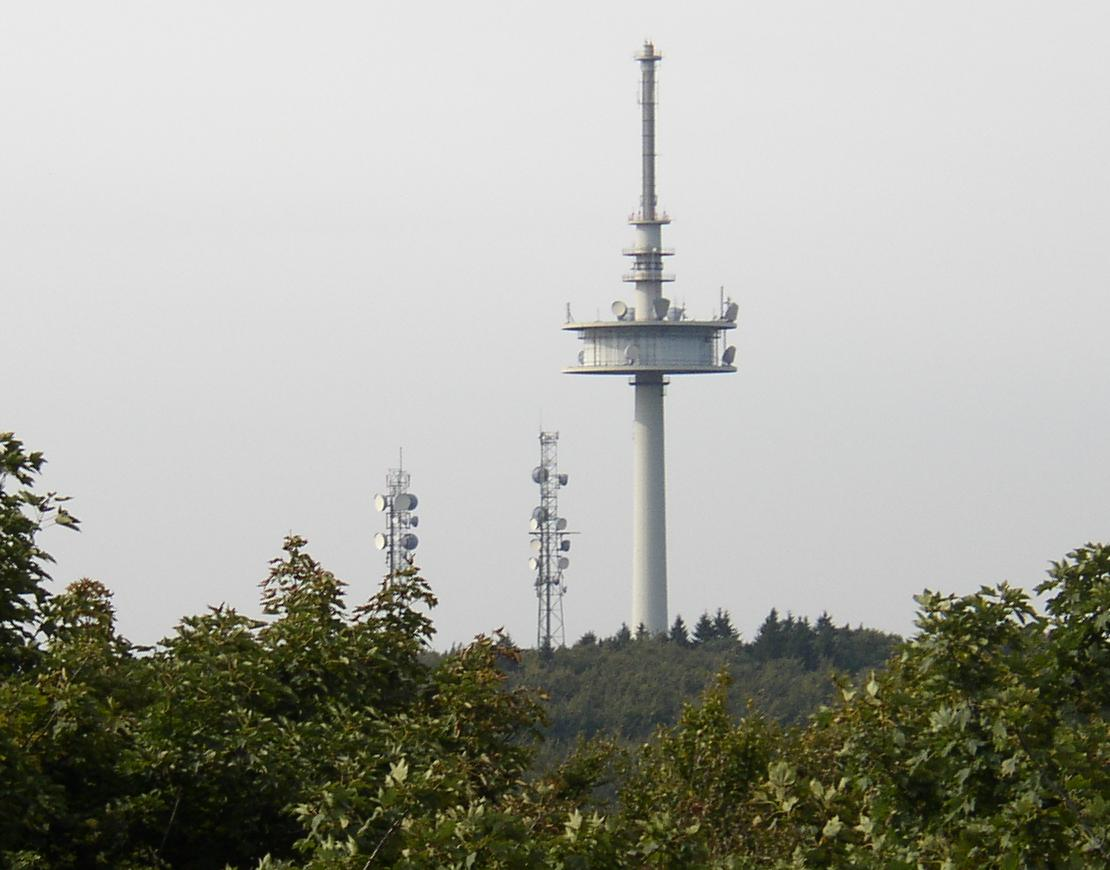
Hoherodskopf.

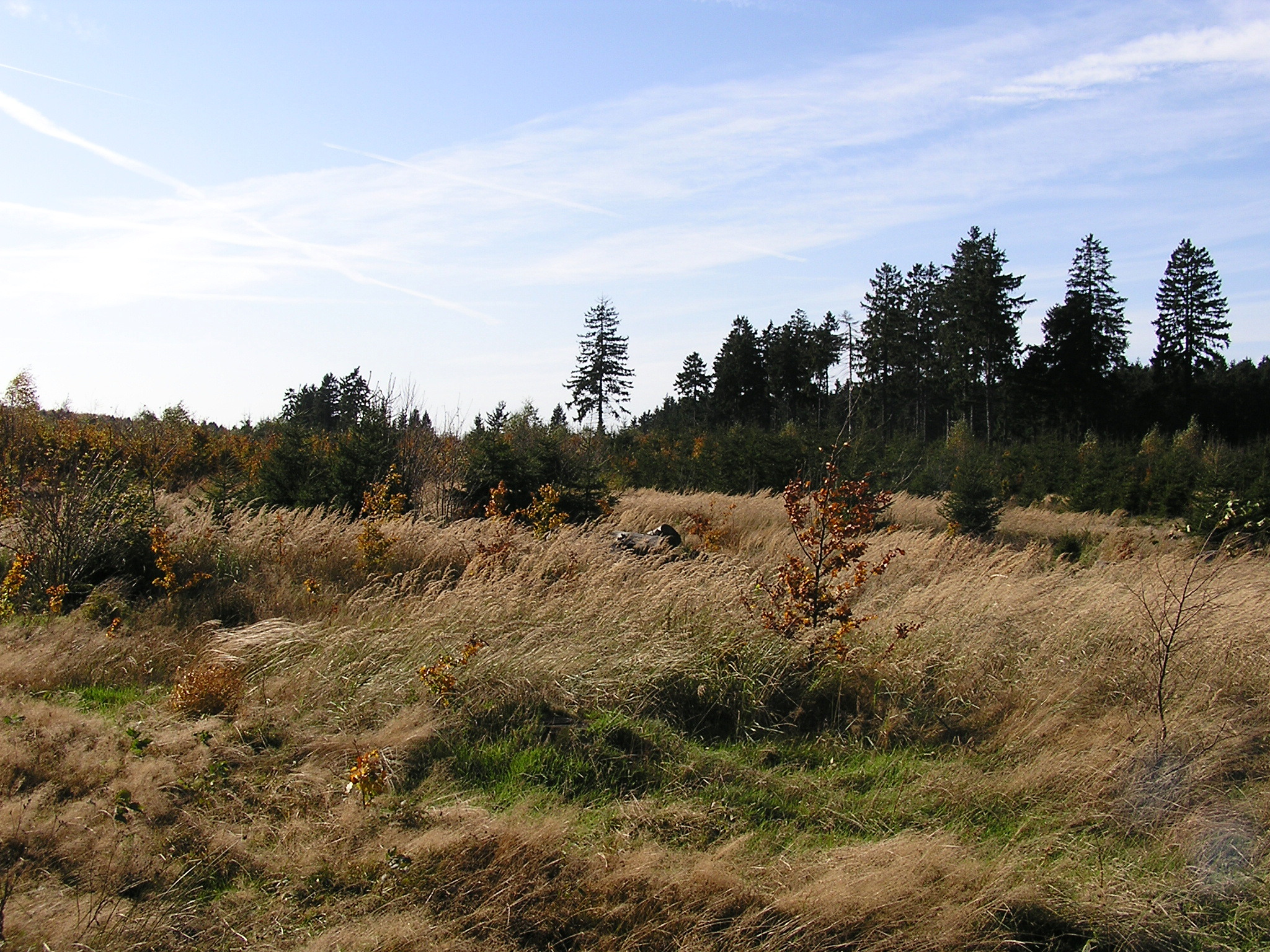
Un Hochmoor en el Vogelsberg.

- Taufstein (773 m)
- Hoherodskopf (764 m)
- Sieben Ahorn (753 m)
- Herchenhainer Höhe (733 m)
- Geiselstein (720 m) Felsgruppe
- Nesselberg (716 m)
- Bilstein (666 m) Felsgruppe
- Gackerstein (663 m)
- Hauberg (619 m)
- Burg ND (588 m) Felsgruppe
- Alte Höhe (536 m)
- Naxburg (553 m)
- Horst (552 m)
- Hellberg (502 m)
- Schlossberg Ulrichstein (614 m)

### Ríos
- Antreff (32 km)
- Bracht
- Felda
- Gilgbach
- Horloff (45 km)
- Lauter
- Lüder (40 km)
- Lumda
- Nidda (98 km)
- Nidder (63 km)
- Ohm (59 km)
- Schlitz
- Schwalm (97 km)
- Wetter (68 km)